# هیث چارنوک
هیث چارنوک (به انگلیسی: Heath Charnock) یک روستا و محله مدنی در بریتانیا است که در Borough of Chorley واقع شده‌است. هیث چارنوک ۲٬۰۲۶ نفر جمعیت دارد.